# 40 mil från Stureplan
40 mil från Stureplan är dansbandet Larz-Kristerz nionde studioalbum. Releasepartyt ägde rum i Älvdalens Sporthall den 4 november. Skivsläppet ägde rum den 5 november 2014.

## Låtlista
1. Jag måste glömma Carina
2. Torkade rosor och tummade brev
3. Kan jag få lov
4. Fast i ditt garn igen
5. Varför vill du inte ha mig?
6. Din för evigt
7. Då kommer jag tillbaka
8. Fröken rar
9. Stoppa i fickan
10. Vykort från himlen
11. Hej gamla väg
12. Kejsarens nya kläder
13. Den riktigt sanna kärleken
14. Pretend

## Medverkande musiker
- Peter Larsson, sång/gitarr
- Trond Korsmoe, bas/kör
- Mikael Eriksson, trummor/lergök
- Torbjörn Eriksson, klaviatur/dragspel/sång
- Anders Tegnér, elgitarr/sång

## Listplaceringar
| Lista (2014) | Topplacering |
| ------------ | ------------ |
| Sverige      | 2            |